# Castanesa
Castanesa es un antiguo municipio aragonés perteneciente desde 1966 al municipio de Montanuy, en la Ribagorza, provincia de Huesca, Aragón. Su lengua propia es el catalán ribagorzano. Se divide en dos barrios: La Villa de Abajo (La Vila d'Avall), más pequeño y con muy poca población, y la Villa de Arriba (La Vila d'Amunt), donde se encuentran la mayoría de las viviendas habitadas.
Es la población más importante del Valle del Baliera, La iglesia de San Martín de estilo románica, reformada en el s.XVI y ampliada en el s.XVII, divide las dos vilas. La iglesia de Santa María de Nova, románica del s.XII se encuentra en la Vida de adalt. 

## Toponimia
Según Agustín Ubieto Arteta, la primera cita del lugar es en 1015, en la obra de Manuel Serrano y Sanz Noticias y documentos históricos del condado de Ribagorza hasta la muerte de Sancho Garcés III (año 1035) y documenta las formas Castanesa, Castaneta y Chastanesa.

## Historia
Tuvo ayuntamiento propio hasta 1966, cuando se fusionó con los antiguos municipios de Montanuy y Bono, formando el municipio actual de Montanuy.

## Geografía humana

### Demografía
| Gráfica de evolución demográfica de Castanesa entre 1842 y 1960 |
| |
| Población de derecho según los censos de población del INE Población de hecho según los censos de población del INEEn este censo se denominaba Castanea: 1842 Entre el censo de 1857 y el anterior, crece el término del municipio porque incorpora a 225108 (Fonchanina) Entre el censo de 1970 y el anterior, este municipio desaparece porque se integra en el municipio 22157 (Montanuy) |

## Monumentos
- Iglesia de San Martín, de estilo románico y reformada en los siglos XVI y XVIII.[7]
- Iglesia de la Virgen de la Nova, del siglo XII.[7]

## Esquí
Actualmente, Aramón plantea construir en la zona de Basibé (Baciver) y Tous (Els Tous) una amplia estación de esquí, conectada con la estación de Cerler a través del collado de Basibé.[cita requerida]. Este proyecto permitirá sentar la población que cada año es menor. El 6 de febrero de 2014, el Tribunal Superior de Justicia de Aragón anulaba el nuevo plan urbanístico, aunque posteriormente tras una serie de rectificaciones, se logró la aprobación.